# Welwyn Garden City
Welwyn Garden City (pronuncia [ˈwɛlɪn ˈɡɑːrdən ˈsɪti]) è una città dell'Inghilterra, nel Regno Unito, situata nella contea dell'Hertfordshire.
È un esempio di città giardino. Fu fondata negli anni venti da Sir Ebenezer Howard sull'antico villaggio parrocchiale di Welwyn, e progettata dallo studio dell'architetto Louis de Soissons.